# Paulin Matthias Josef Coupette

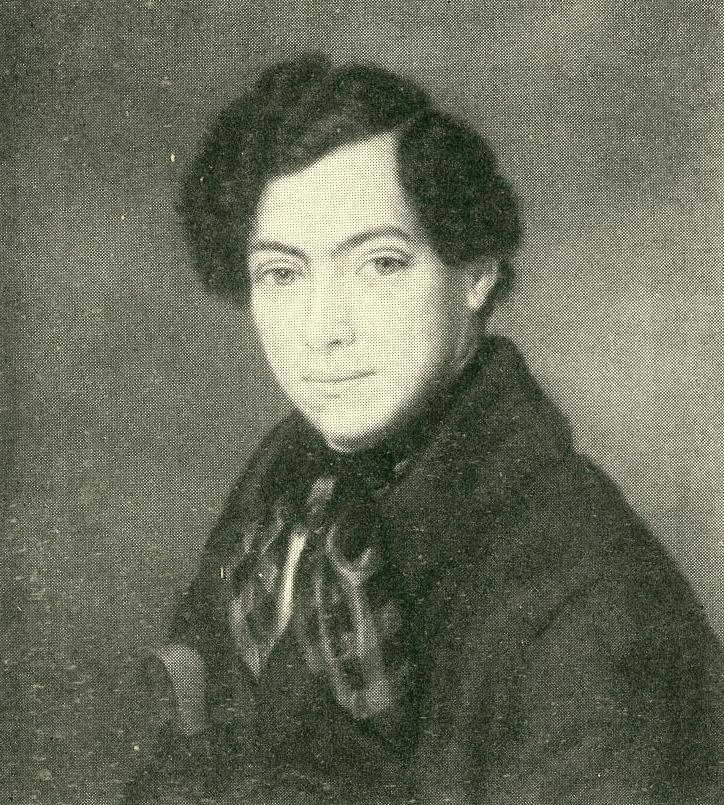
Paulin Coupette, 1845 gemalt von Johann Velten

Paulin Matthias Josef Coupette (* 10. November 1816 in Trier; † 29. März 1884 in Düsseldorf) war ein deutscher Maschinenbauingenieur und hoher Beamter der preußischen bzw. Kaiserlichen Admiralität.

## Leben
Coupette, Sohn des Königlichen Forstmeisters Johann Paulin Palmatius Coupette (1780–1854) und dessen Ehefrau Margaretha Kleutgen (1785–1844), hatte acht Geschwister, vier Schwestern und vier Brüder, darunter als älteren Bruder den späteren Merziger Landrat Karl Coupette. Er besuchte das Trierer Gymnasium und die dortige Gewerbeschule. Nach dem Abitur studierte er von 1835 bis 1837 am Gewerbeinstitut Berlin. Praktika absolvierte er in der Friedrich-Wilhelms-Hütte in Mülheim an der Ruhr sowie in den Werkstätten von Cockerill in Lüttich und Seraing. Dort machte er sich auch mit dem Schiffsmaschinenbau vertraut. Später (1855) erhielt die Firma Aufträge für die Maschine der preußischen Schraubenkorvette Arcona, das Typschiff der nach ihr benannten Arcona-Klasse. In den Jahren 1841 bis 1845 richtete er die mechanischen Werkstätten der Firma Cockerill in Warschau ein. Danach war er bei der Errichtung diverser technischer Anlagen in Deutschland tätig. Von 1847 bis 1853 leitete er auf der Eisenhütte der Gebrüder Kraemer zu St. Ingbert den Aufbau, die Einrichtung und die Leitung der neuen Eisenwerke. Anschließend übernahm er in der Nähe von Saarbrücken die Leitung des Stahlwerks der Gebrüder Gouvy in Goffontaine.
1854 wurde Coupette als Marine-Maschinenbau-Direktor zur Leitung des Dezernats für Maschinenbau in der preußischen Admiralität berufen. Auf diesem Posten, ab 1872 eine Dienststelle der Kaiserlichen Admiralität, oblag ihm die Modernisierung der unterentwickelten preußischen Kriegsmarine bzw. der Kaiserlichen Marine. Seine durch Studienreisen nach Frankreich und Großbritannien erworbenen Kenntnisse nutzte er, um die Kriegsmarine unabhängig von Importen zu machen. Ihm kommt das Verdienst zu, die dafür erforderlichen technischen Grundlagen maßgeblich organisiert zu haben. 1857 wurde er zum Wirklichen Admiralitäts- und Vortragenden Rat und 1867 zum Geheimen Admiralitätsrat befördert. Wiederholt wurde er durch Ordensverleihungen ausgezeichnet, unter anderem mit dem Preußischen Kronen-Orden II. Klasse. 1881 legte er aus gesundheitlichen Gründen sein Amt nieder.
Coupette heiratete am 25. September 1875 Marie Friederike von Steinberg-Skirbs (* 14. Juli 1857 in Berlin; † 2. April 1927 in Trier), eine Tochter des Marinearztes August von Steinberg-Skirbs. Mit ihr hatte er drei Söhne und eine Tochter.